# Nogent-sur-Seine
Nogent-sur-Seine [nɔ.ʒã.syʁ.sɛn] ist eine französische Gemeinde mit 5.673 Einwohnern (Stand 1. Januar 2022) im Département Aube in der Region Grand Est; sie ist Verwaltungssitz (Unterpräfektur) des Arrondissements Nogent-sur-Seine.

## Geografie
Nogent liegt an der Seine, die bis hier schiffbar ist, und an der Straße von Provins nach Romilly-sur-Seine. Etwa zwei Kilometer flussaufwärts liegt das Kernkraftwerk Nogent.
Nogent liegt 112 Straßenkilometer OSO von Paris, dank ausgeprägter Schlingen der Seine jedoch etwa 160 Fluss-km oberhalb von Paris.

### Nachbargemeinden
- Le Mériot im Nordwesten
- Saint-Nicolas-la-Chapelle im Norden
- La Saulsotte im Norden
- Marnay-sur-Seine im Nordosten und Osten
- Saint-Aubin im Südosten
- Fontaine-Mâcon im Süden
- Fontenay-de-Bossery im Südwesten
- La Motte-Tilly im Westen

## Geschichte
Nogent-sur-Seine bestand bereits in gallorömischer Zeit. Ab dem 12. Jahrhundert gehörte die Stadt zur Grafschaft Champagne. Sie wurde 1442 durch Feuer zerstört.
Im Februar 1814 (Gefecht bei Mormant) erlitt die Stadt Schäden. Truppen Napoleons konnten die Stadt nicht halten und sprengten beim Abzug eine Brücke hinter sich.

## Bevölkerungsentwicklung
| Jahr                       | 1962 | 1968 | 1975 | 1982 | 1990 | 1999 | 2007 | 2016 |
| Einwohner                  | 3777 | 4447 | 4671 | 5009 | 5505 | 5963 | 5984 | 5973 |
| Quellen: Cassini und INSEE |      |      |      |      |      |      |      |      |

## Städtepartnerschaften
- Rielasingen-Worblingen am Bodensee, Deutschland, seit 1973
- Joal-Fadiouth, Senegal, seit 1987

## Sehenswürdigkeiten
- Kirche Saint-Laurent (15.–17. Jahrhundert; Gotik und Renaissance)
- Museum Camille Claudel, 1902 durch Alfred Boucher als Musée Paul Dubois et Alfred Boucher gegründet: Archäologie, Malerei, Bildhauerei, 2017 umbenannt
- Pavillon Henri IV
- Kapelle Dieu de Pitié
- Friedhof mit der Statue „la Douleur“ von Alfred Boucher

## Persönlichkeiten
- Frédéric Kowal (* 1970), Ruderer